# Aaata finchi
Aaata finchi — вид жуків родини златок (Buprestidae).

## Поширення
Вид є ендеміком іранської провінції Систан і Белуджистан.

## Опис
Дорослі жуки сягають 7 см завдовжки.